# Injuriosus
Injuriosus ou Iniuriosus est le quinzième évêque de Tours, au VIe siècle. 

## Biographie
Selon Grégoire de Tours, Injuriosus était un citoyen de Tours d'origine modeste. Son nom peut signifier « injuste, injurieux, nuisible » en latin,. Après avoir été sacré évêque en 529, il acheva l'église de Sainte-Marie dans les murs de la ville de Tours et institua dans sa cathédrale l'office de Tierce et de Sexte. Il s'opposa également au roi Clotaire qui avait ordonné que toutes les églises de son royaume paieraient au fisc le tiers de leurs revenus.
Injuriosus siégea seize ans, onze mois et vingt-sept jours. Il mourut en 546 et fut enseveli dans la basilique de Saint-Martin.
Il eut pour successeur Baud.
Il est parfois confondu avec Iniuriosus, adjoint du comte de Tours, qui fut impliqué en 584 dans l'assassinat d'Armentaire, un prêteur sur gage juif.

### Source primaire
- Grégoire de Tours, Histoire des Francs, Livre X